# فاخر فاخر
فاخر فاخر (3 مارس 1912 - 1 ديسمبر 1962)، ممثل مصري. والد الفنانة هالة فاخر.

## حياته
ولد في الدوير مركز صدفا، في أسيوط. عرف في تجسيد دور وكيل النيابة كما أجاد أدوار الشر ونجح أيضاً في أداء الأدوار الطيبة. رفضت أسرته أن يعمل بالتمثيل اكتشفه الفنان أحمد علام فدفع به للعمل في مسرح رمسيس، وقدم على خشبة المسرح مسرحيات «شجرة الدر» و«غرام لص» و«في بيتنا رجل» و«المحروسة» و«السلطان الحائر» و«اللعب بالنار» ثم اتجه إلى السينما بعد أن قدّم استقالته من فرقة رمسيس. توفي في 1 ديسمبر 1962 في ذبحة صدرية بعمر 50 عامًا.

## أعماله

### مسرحيات
| - المحروسة:1961 - راسبوتين:1960 - أولاد الفقراء:1954 - الأيدي الناعمة:1954 | - اللص:1949-حامد اللص - الصهيوني:1948 - مسرحية رجل الساعة 1935:1935-الممثل رؤوف - مسرحية زهران ورستم:1927-دور الشاب زهران - مسرحية زهران ورستم 1927:1927 | - السلطان الحائر:قاضي القضاة - في بيتنا رجل - كرسي الاعتراف |

### مسلسل إذاعي
| - شخصيات تبحث عن مؤلف:1961 - رحلة الليل:الحج عبد الموجود - أيوب المصري:أيوب | - يوليوس قيصر - أهلك لتهلك - الكلمة الأخيرة | - صلاح الدين الأيوبي - العز واحد - يكفينا الشر |

### أفلام
| - المماليك:تصوير 1962 - عرض 1965-محمود - ألف ليلة وليلة:تصوير 1962 - عرض 1964-الحاكم أبو فتوح - آخر فرصة:1962 - المعجزة:1962-المعلم حنفي والد نوسة - شفيقة القبطية:1962-إبراهيم - رسالة من امرأة مجهولة:1962-عم إبراهيم - اللص والكلاب: 1962-الشيخ - من غير ميعاد: 1962-الخال - للنساء فقط: 1962 - الخطايا: 1962-الحاج عبد الكريم - يوم الحساب: 1962 - جوز مراتي:1961-الشيخ عبد السميع عم ليلى - نصف عذراء:1961 - التلميذة:1961 - دماء على النيل:1961-الشيخ سليم - شاطئ الحب:1961-فتحي - بلا عودة:1961 - عودي يا أمي:1961 - عنتر بن شداد:1961-مالك أبو عبلة - الخرساء:1961-أبو نعيمة - مال ونساء: 1960-صابر - عنتر يغزو الصحراء: 1960 - أقوى من الحياة: 1960-وكيل النيابة | - حبي الوحيد:1960-وكيل النيابة - موعد مع المجهول:1959-صبحي - جميلة:1958-مصطفى بوحيرد عم جميلة - أبو حديد:1958-أبو راية - الزوجة العذراء:1958 - سلطان:1958-المعلم عواد - إسماعيل يس في جنينة الحيوانات:1957-من أقارب حشمت - الفتوة:1957-تاجر خضار - رد قلبي:1957 - لن أبكي أبداً:1957-أبو عوف - لواحظ:1957-حنفي أبو ودان عمّ لواحظ - أرض السلام:1957-عبد الكريم - رصيف نمرة 5:1956-من كبار العصابة - أرض الأحلام:1956 - أغلى من عينيه:1955-إيميليو صاحب الكازينو - الملاك الظالم:1954-حسنين عبد المعين - مغامرات إسماعيل يس:1954 - السيد البدوي:1953 - حب في الظلام:1953-وكيل النيابة - قطار الليل:1953-الضابط عزت - قلبي على ولدي:1953-حافظ - بيت الطاعة:1953-الأستاذ فقاعة مستشار شرعي - بنت الهوى:1953-عزت أحد ضحايا ننوسه - أنا وحدي:1952-حافظ بك محفوظ مدير التياترو | - ناهد:1952-سمير صديق حمدي - الهوا مالوش دوا:1952-بهجت بيه - غضب الوالدين:1952-شاب مستهتر - من القلب للقلب:1952-حسونه - بنت الشاطىء:1952-الريّس حسن - أولاد الشوارع:1951-تاج / عزوز عريبه - أسرار الناس:1951-سلامة - انتقام الحبيب:1951 - في الهوا سوا:1951-نافع - أنا بنت مين:1950 - الأفوكاتو مديحة:1950-خلف أفندي، ابن عم مديحة - كيد النساء:1950-أمين درويشه - البيت الكبير:1949 - بيومي أفندي:1949-نبيل - سر الأميرة:1949-الضابط توفيق - كرسي الاعتراف:1949-جوليانو - عاشت في الظلام:1948 - اليتيمتين:1948-حسونه - مغامرات عنتر وعبلة:1948-جاسر فارس غسان - رجل لا ينام:1948-المريض - فتنة:1948 - هارب من السجن:1948 - المغامر:1948 - البدوية الحسناء:1947 | - ابن عنتر:1947 - القناع الأحمر:1947 - غدر وعذاب:1947-أحمد - ضحايا المدينة:1946 - المغني المجهول:1946-شفيق رفعت - النفخة الكدّابة:1946 - ملاك الرحمة:1946-زكي - سلامة:1945-الراعي حكيم - سفير جهنم:1945-فريد ابن عبد الخلّاق - مدينة الغجر:1945 - الفنان العظيم:1945 - غرام وانتقام:1944-بدوي - البؤساء:1943-فتحي - يسقط الحب:1943 - جوهرة:1943-بطل الأوبريت أمام فلفله - بنت ذوات:1942-إحسان بيه - أولاد الفقراء:1942-رؤوف زكي فؤاد - صلاح الدين الأيوبي:1941-مساعد عمرو - عاصفة على الريف:1941 - عريس من إسطنبول:1941-طاهر أرطغرل - ليلى بنت الريف:1941-ابراهيم - صرخة في الليل:1940 - قلب المرأة:1940-علي |

## روابط خارجية
- فاخر فاخر على موقع IMDb (الإنجليزية)
- فاخر فاخر على موقع الدهليز
- فاخر فاخر على موقع قاعدة بيانات الأفلام العربية